# 유하 (덕후)
유하(劉何, ? ~ ?)는 전한 중기의 제후로, 대경왕의 현손이자 종정 유통의 손자이다.

## 생애
원정 4년(기원전 113년), 아버지 유흘의 뒤를 이어 덕후(德侯)에 봉해졌으나, 이듬해에 주금을 법도에 맞지 않게 헌납한 죄로 작위가 박탈되었다.

## 출전
- 사마천, 《사기》 권18 고조공신후자연표
- 반고, 《한서》 권15상 왕자후표 上

| 선대 아버지 덕강후 유흘 | 전한의 덕후 기원전 113년 ~ 기원전 112년 | 후대 (21년 후) 경건 |